# Île Abbott
L'île Abbott (en anglais : Abbott Island, en espagnol : Islotes Sigma) est une île de l'archipel Palmer en Antarctique. Elle est située à 2 km à l'ouest de David Island (en), dans la partie sud de Bouquet Bay (en), et au nord-ouest de l'île Brabant en océan Austral.
L'île a été cartographiée sommairement durant les expéditions polaires françaises (1903-05) de l'explorateur français Jean-Baptiste Charcot. Une cartographie plus précise de 1959 a été réalisée par les photographies aériennes de l'UK Antarctic Place-Names Committee en 1956-57. L'UK Antarctic Place-Names Committee (UK-APC) a nommé l'île du nom de Maude Abbott une spécialiste des maladies cardiovasculaires congénitales anglo-québécoise.

## Revendications territoriales
L'Argentine intègre l'île dans la province de la Terre de Feu, de l'Antarctique et des îles de l'Atlantique sud. Le Chili l'intègre dans la commune de l'Antarctique chilien de la province de l'Antarctique chilien à la région de Magallanes et de l'Antarctique chilien. Quant au Royaume-Uni l'île est intégrée au territoire antarctique britannique.
Les trois revendications sont soumises aux dispositions et restrictions de souveraineté du traité sur l'Antarctique. L'île est donc nommée :
- Argentine : Islotes Trío
- Chili : Islotes Tau
- Royaume-Uni : Tau Islands